# 妻として女として
『妻として女として』（つまとしておんなとして）は、1961年の日本の映画。女性の生き方を描いて来た成瀬巳喜男監督による女性映画の決定版とも呼ばれる作品である。

## ストーリー
大学講師の河野圭次郎と綾子は結婚して24年になる夫婦。2人の間には大学生になった娘・弘子と中学生の息子・進がいる。家族4人で幸せに暮らしているが、実は圭次郎には古くから交際している愛人・三保がいる。しかも、妻・綾子はそれを承知の上で自分名義の銀座のバー「カトリーヌ」を三保に任せており、三保は店の売り上げの内、毎月10万円を綾子に収めている。傍から見ると、奇妙にも正妻と愛人が親しく付き合っているように見えるが、2人には互いに含むところがある。ある日、泊まりがけの旅行に出かけた三保と圭次郎は、旅館で圭次郎のかつての教え子らに出くわす。うろたえる圭次郎の姿を見た三保は改めて自分の置かれている立場を突きつけられるとともに圭次郎の人間としての器の小ささに幻滅し、別れを決意する。友人らの勧めもあり、三保は別れるに当たって銀座の店か300万円のどちらかをもらいたいと要求するが、綾子は拒否する。そこで三保は、自分が生み、綾子が育てた弘子と進のうち、進だけでも返して欲しいと圭次郎に告げる。そして学校帰りの進を連れ出した三保だったが、自分が生みの母であることをなかなか告げられない。そんな三保を前に、友人の福子は進にその事実を告げる。
全てを知った進は家に帰ると、姉・弘子にも本当のことを伝える。そこに三保がやって来る。三保と綾子が互いに思いぶつける中、綾子が実は結婚前に大病で子供の産めない身体になり、圭次郎はそれを承知の上で綾子と結婚したことが明かされる。大人たちの身勝手さに、弘子と進は家を飛び出す。
三保は「カトリーヌ」を去り、おでん屋の屋台から出直すことになる。一方、綾子は夫との離婚を考えるようになる。そして、弘子は大学の女子寮で暮らし、進は早く大学生になって家を出たいとこぼす。季節は春から夏に変わっている。

## 登場人物
- 西垣三保（にしがき みほ） - 高峰秀子： 銀座のバー「カトリーヌ」のマダム。38歳。
- 西垣志野（にしがき しの） - 飯田蝶子： 三保の祖母。元売れっ子芸者。三保と2人暮らし。
- 河野圭次郎（こうの けいじろう） - 森雅之： 大学講師。結婚24年だが戦争中から三保と愛人関係を続けている。
- 河野綾子（こうの あやこ） - 淡島千景： 圭次郎の妻。三保の店のオーナー。結婚前の19歳の時に大病で子供の産めない身体に。
- 河野弘子（こうの ひろこ） - 星由里子： 圭次郎の娘。18歳。大学生。三保が生み、綾子が自分の子として育てた。
- 河野進（こうの すすむ） - 大沢健三郎： 圭次郎の息子。中学生。三保が生み、綾子が自分の子として育てた。
- 南（みなみ） - 仲代達矢： 三保のなじみ客。
- ルリ子（るりこ） - 水野久美： 三保の店のホステス。綾子に三保の行状を逐一報告。
- 福子（ふくこ） - 淡路恵子： 三保の友人。大会社社長の「二号さん」として貰い受けた家で料亭を営む。
- 花枝（はなえ） - 丹阿弥谷津子： 三保の友人。旅館の女将。
- 古谷淑子（ふるや としこ） - 中北千枝子： 綾子の唯一の身内で相談相手。シングルマザー。
- 古谷高志（ふるや たかし） - 坂下文夫： 淑子の息子。昆虫採集が趣味。
- トシ坊（としぼう） - 関千恵子： 三保の友人。妾から本妻に。
- 京子（きょうこ） - 藤間紫： 三保の友人。2軒の美容院を経営。
- 楠原（くすはら） - 十朱久雄： 大会社社長。福子のパトロン。
- 木村（きむら） - 中村伸郎： 三保の店の常連客。
- 峰（みね） - 賀原夏子： 河野家の家政婦。